# صيفر (الملاح)
صيفر هي إحدى قرى عزلة الملاح بمديرية الملاح التابعة لمحافظة لحج، بلغ تعداد سكانها 27 نسمة حسب تعداد اليمن لعام 2004.